# Michel Gautier
Pour les articles homonymes, voir Michel Gauthier.
Œuvres principales
Mordienne et La Pibole
Michel Gautier , né le 25 août 1942 à Le Bourg-sous-la-Roche-sur-Yon, est un auteur vendéen d'expression poitevine-saintongeaise, dans une de ses variantes poitevines de Vendée, celle du centre Vendée. Il est en outre spécialiste du poitevin-saintongeais.

## Biographie
Michel Gautier est né en 1942 au Bourg-sous-La-Roche, aujourd’hui dans la commune de La Roche-sur-Yon en Vendée. Il est docteur de 3e cycle en littérature française. Il fut vice-président du Comité français du Bureau européen pour les langues moins répandues (EBLUL France), et vice-président de Défense et promotion des langues d’oïl (DPLO). C'est un militant de l'UPCP association au sein de laquelle il milite via l'atelier parlange et les associations La Soulère et Arantéle de La Roche-sur-Yon.
Il fut professeur à Castillon-la-Bataille de 1967 à 1968, puis à Bordeaux de 1969 à 1974) . Durant cette période girondine paraissent certains de ses textes, souvent des poèmes, en poitevin dans Le Subiet (journal de la SEFCO publiant des textes en poitevin et en saintongeais))  : Enjominerie en 1968, Vieille et Mordienne en 1969, La boune annaye, Doune mon bounet, Grédit, Biâ temps et Putré en 1970 , Peur le défin père d’la Poérère et A chai p’tit : en 1971, Coubiets et La journaye continue en 1973, Merlin l’aloubi, A grands goulayes, Peurpousition peur mette en veugne et en patis la piace Napoléon, Le Quiâ, Porca l’m’avant pas dit et A peurpous de l’assembyée daus patoisans de Marsais St-Radegonde en 1974.
En 1975 il retourne habiter en Vendée, à La Roche-sur-Yon, et continue à publier dans Le Subiet  : La Smayne, La pibole, Le peuyis qui vut vivay, L’Eloise, Mélusine en 1975 ; La feille de lère et La grousse pocre en 1976.
Ses textes sont ensuite collationnés dans deux recueils : Mordienne paru en 1974  et La Pibole paru en 1979. La première édition de Mordienne (1974) est avec l'orthographe des textes tels que parus dans Le Subiet, la 3e édition (Mordiène :1979) est  dans une orthographe préfigurant l’orthographe dite localisée de l’UPCP, la dernière édition (Mordiéne, édition des textes chantés par Les Brauds : 1991) est dans l’orthographe dite normalisée de l’UPCP.
En 1978, peu de temps après son retour en Vendée il fonde l'association "Arantèle" pour la promotion du poitevin qui va publier peu à peu nombre d’auteurs vendéens d’expression poitevine (Yannick Jaulin et Christiane Mandin : D’épave, 1980 ; Bernadette Bidaud et Vianney Piveteau : Érindes, 1982 ; Yannick Jaulin : D’épave, 1983 ; Christiane Mandin : D’épave en tcho mitan ; 1985, Gilles Perraudeau : O péyis dos rouchines, 1987), puis d’autres auteurs d’expression poitevine, des Deux-Sèvres (Patrice Dépra : Sellans, 1982 ; Joël Simommet : Dos Jhens in minde, 1988 ; Daniel Bonneau : Jhituns, 1994) et de la Vienne (Éric Nowak, À ras, 1993). Ce qui fait de Michel Gautier le fondateur d'une école vendéenne – et plus largement poitevine - de poésie contemporaine d’expression poitevine.

## Œuvres
- Mordienne : en parlange dau Bocage (poèmes : 1974)
- La Pibole (poèmes : 1979)
- Une autre Vendée : témoignages d’une culture opprimée (avec Dominique Gauvrit, 1981)
- Contes populaires de Vendée en béa parlange do Bas-Poétou (1986)
- La Roche-sur-Yon au début du siècle en cartes postales (avec Yves Viollier : 1991)
- Grammaire du poitevin-saintongeais : parlers de Vendée, Deux-Sèvres, Vienne, Charente, Charente-Maritime, nord Gironde, sud Loire-Atlantique (1993 réédition 1996)
- Contes populaires de Vendée : édition bilingue (1994), Vu dire : chroniques vendéennes : édition bilingue (1996)
- Amours d’autrefois : rites des fréquentations amoureuses en Vendée avant le mariage (1998)
- La misère des paysans de l’abbé François Gusteau - 1699-1721 - (introduction, traductions et notes par Michel Gautier : 1999)
- Le vrai petit chaperon rouge et autres contes : édition bilingue (1999)
- Le Poitevin-saintongeais Langue d’oïl méridionale (avec Jean-Jacques Chevrier, 2002)
- Chants traditionnels de Noël en Poitou-Vendée présentés par Michel Gautier (2003)
- La fine amor : édition bilingue (poèmes : 2004)
- Mémoire populaire des Vendéens (2005)
- Les saisons saintongeaises de Jônain - 1779-1884 (introduction et traductions par Michel Gautier : 2009)
- Enferàie pr çhuvralles, préface no 3 de : Éric Nowak, Tiuvrailles (Semailles), poèmes bilingues poitevin/français, Éditions des régionalimes, 2014  (ISBN 978-2-8240-0246-0)